# Ана Торв
Ана Торв (на английски: Anna Torv) е австралийска актриса, носителка на четири награди „Сатурн“. Известна е с ролята си на агента от ФБР Оливия Дънам в американския научнофантастичен сериал „Експериментът“.

## Биография
Торв е родена в Мелбърн, Австралия в семейството на Сюзън и Ханс Торв, но израства в околностите на Голд Коуст, Куинсланд. Бащата на Ана, Ханс Торв, е естонец по произход, но е роден в Стърлинг, Шотландия. Ана се отчуждава от баща си още на 8 години. Тя има и по-малък брат Дилън. Лелята на Ана по бащина страна е писателката Ана Мария Торв Мърдок Ман, която 31 години е била омъжена за медийния магнат и милиардер Рупърт Мърдок.
Торв завършва държавната гимназия Беноуа в Голд Коуст през 1996. Завършва Австралийския национален институт по драматични изкуства със специалност сценични изкуства през 2001.
През 2002 г. Ана Торв играе ролята на Ники в популярния австралийски сериал „Нашият таен живот“. Озвучава главната героиня Нарико в играта „Heavenly Sword“. Ана добива популярност с ролята си на агента от ФБР Оливия Дънам в американския научнофантастичен сериал „Експериментът“. Снима се и в минисериала на HBO „Пасифик“ в ролята на Вирджиния Грей.
През 2009 Торв печели Награда за филмов пробив на австралиец, а година по-късно ѝ е присъдена награда Сатурн за Най-добра телевизионна актриса.

## Личен живот
През декември 2008 Торв се жени за колегата си от „Експериментът“ Марк Вали. След година съвместен живот те се разделят.